# ファブリーツィア
ファブリーツィア（イタリア語: Fabrizia）は、イタリア共和国カラブリア州ヴィボ・ヴァレンツィア県にある、人口約2,200人の基礎自治体（コムーネ）。

## 地理

### 位置・広がり

#### 隣接コムーネ
隣接するコムーネは以下の通り。括弧内のRCはレッジョ・カラブリア県所属を示す。
- アックアーロ
- アレーナ
- ガーラトロ (RC)
- グロッテリーア (RC)
- マルトーネ (RC)
- モンジャーナ
- ナルドディパーチェ
- サン・ピエトロ・ディ・カリダ (RC)